# 유향 (제남효왕)
제남효왕 유향(濟南孝王 劉香, ? ~ 125년)은 후한 중기의 황족이자 제후왕이다.

## 생애
영원 15년(103년), 아버지 간왕의 뒤를 이어 제남왕에 봉해졌다. 평소 품행이 바르고 경서를 좋아하였다.
유향의 숙부 유독(劉篤)은 죄를 지어 작위를 얻지 못했다. 나중에 서평창후(西平昌侯) 유욱(劉昱)이 죄를 지어 작위가 박탈되었을 때, 유향은 조정에 글을 올려 서평창 땅을 나누어 유독의 아들 유환(劉丸)과 유욱의 아들 유숭(劉嵩)을 모두 열후에 봉해 달라고 하였고, 조정에서는 이를 허락하였다.
연광 4년(125년)에 죽어 시호를 효라 하였고, 아들이 없어 봉국은 폐지되었다.

## 출전
- 범엽, 《후한서》 권5 효안제기·권42 광무십왕열전

## 가계
- 제남간왕 유조 (아버지)
  - 제남효왕 유향
  - 제남희왕 유현 (동생)
  - 동생 3명

| 선대 아버지 제남간왕 유조 | 후한의 제남왕 103년 - 125년 3월 갑술일 | 후임 (1년 후) 동생 제남희왕 유현 |